# Yúliya Gavrílova
Yúliya Petrovna Gavrílova –en ruso, Юлия Петровна Гаврилова– (Novosibirsk, 20 de julio de 1989) es una deportista rusa que compite en esgrima, especialista en la modalidad de sable.
Participó en dos Juegos Olímpicos de Verano, obteniendo una medalla de oro en Río de Janeiro 2016, en la prueba por equipos (junto con Yekaterina Diachenko, Sofia Velikaya y Yana Yegorian), y el décimo lugar en Londres 2012, en la prueba individual.
Ganó seis medallas en el Campeonato Mundial de Esgrima entre los años 2010 y 2015, y ocho medallas en el Campeonato Europeo de Esgrima entre los años 2009 y 2016.

## Palmarés internacional
| Juegos Olímpicos   | Juegos Olímpicos        | Juegos Olímpicos  | Juegos Olímpicos  |
| Año                | Lugar                   | Medalla           | Prueba            |
| ------------------ | ----------------------- | ----------------- | ----------------- |
| 2016               | Río de Janeiro (Brasil) | Medalla de oro    | Sable por equipos |
| Campeonato Mundial |                         |                   |                   |
| Año                | Lugar                   | Medalla           | Prueba            |
| 2010               | París (Francia)         | Medalla de oro    | Sable por equipos |
| 2011               | Catania (Italia)        | Medalla de oro    | Sable por equipos |
| 2011               | Catania (Italia)        | Medalla de bronce | Sable individual  |
| 2012               | Kiev (Ucrania)          | Medalla de oro    | Sable por equipos |
| 2013               | Budapest (Hungría)      | Medalla de plata  | Sable por equipos |
| 2015               | Moscú (Rusia)           | Medalla de oro    | Sable por equipos |
| Campeonato Europeo |                         |                   |                   |
| Año                | Lugar                   | Medalla           | Prueba            |
| 2009               | Plovdiv (Bulgaria)      | Medalla de plata  | Sable por equipos |
| 2010               | Leipzig (Alemania)      | Medalla de plata  | Sable por equipos |
| 2011               | Sheffield (Reino Unido) | Medalla de bronce | Sable individual  |
| 2011               | Sheffield (Reino Unido) | Medalla de bronce | Sable por equipos |
| 2012               | Legnano (Italia)        | Medalla de oro    | Sable por equipos |
| 2013               | Zagreb (Croacia)        | Medalla de oro    | Sable por equipos |
| 2015               | Montreux (Suiza)        | Medalla de oro    | Sable por equipos |
| 2016               | Toruń (Polonia)         | Medalla de oro    | Sable por equipos |